# Vila Franca da Beira
Vila Franca da Beira ist eine Ortschaft und ehemalige Gemeinde im Kreis Oliveira do Hospital in Portugal.

## Geschichte
Megalithfunde belegen eine sehr alte Besiedlung des Gebietes durch den Menschen. 1190 erschien der heutige Ort erstmals dokumentiert, in einer Kaufurkunde der Königin Dulce, Gattin des Königs Sancho I. 1606 kam der Ort an die Universität Coimbra, bis er im 19. Jahrhundert zurück an die Krone ging.
Der Ort gehörte stets zur Gemeinde Ervedal, bis es am 23. Mai 1988 eine eigenständige Gemeinde wurde.
Im Rahmen der umfangreichen öffentlichen Sparmaßnahmen nach der Eurokrise, und der dabei angekündigten Zusammenlegungen zahlreicher Gemeinden im ganzen Land, wurde auch die Auflösung der eigenständigen Gemeinde Vila Franca da Beira beschlossen. Die Kreisverwaltung lehnte die anstehenden Auflösungen ab.
Im Zuge der kommunalen Neuordnung Portugals nach den Kommunalwahlen am 29. September 2013 wurde die Gemeinde Vila Franca da Beira schließlich mit Ervedal zur neuen Gemeinde União das Freguesias de Ervedal e Vila Franca da Beira zusammengeschlossen. Sitz der neuen Gemeinde wurde Ervedal.

## Kultur und Sehenswürdigkeiten
Im Ort sind u. a. eine Brunnenanlage aus Granit und die ab 1875 errichtete Kirche Capela Nossa Senhora da Conceição zu sehen.

## Verwaltung
Vila Franca da Beira war Sitz einer gleichnamigen Gemeinde (Freguesia) im Kreis (Concelho) von Oliveira do Hospital im Distrikt Coimbra. Am 30. Juni 2011 hatte die Gemeinde 465 Einwohner auf einer Fläche von 7,0 km².
Zur Gemeinde gehörte nur die namensgebende Ortschaft.
Mit der Gebietsreform 2013 wurden die Gemeinden Vila Franca da Beira und Ervedal zur neuen Gesamtgemeinde Ervedal e Vila Franca da Beira zusammengefasst.